# Nheengatu
El nheengatu —[ɲɛʔẽŋaˈtu] en nheengatu— sovint lletrejat nhengatu, és una llengua indígena de la família tupi–guarani. també es coneix pel nom portuguès língua geral da Amazônia i língua geral amazônica,
tant significa "llengua general amazònica", o fins i tot pel Llatí lingua brasilica (llengua brasilera). Nheengatu es va originar al nord del Brasil al segle 17 com una lingua franca. Ara conegut com a nheengatu (també nhengatu, nyengatú, língua geral, geral, yeral), que encara es parla al llarg del riu Negro al nord del Brasil (així com a la veïna Colòmbia i Veneçuela).

## Estat actual
Hi ha potser al voltant de 8000 parlants Nheengatu segons The Ethnologue (2005), encara que alguns periodistes han reportat el major nombre 30000. El llenguatge s'ha recuperat recentment un cert reconeixement i protagonisme després d'haver estat suprimida per molts anys. Es parla a la regió de l'Alt Riu Negro de l'estat de l'Amazones, al Brasil a la Conca amazònica, ia la veïna porcions de Colòmbia i Veneçuela. És la llengua materna de la població rural de la zona, i també s'utilitza com a llengua comuna de comunicació entre indis i no indis, i entre els indis de diferents tribus. El seu ús és també una forma que alguns dels pobles originaris que han perdut els seus idiomes originals per afirmar la seva identitat ètnica, com en el cas dels barés, els arapaços, i gent baniwa, la werekena i altres.
El 1998, un professor de la Universitat de São Paulo, Eduardo de Alameida Navarro, va fundar una organització anomenada Tupi Aqui, dedicated to promoting the teaching of historic Tupi and Nheengatu in high schools in São Paulo i en altres parts del Brasil. El professor Navarro ha escrit un llibre de text per a l'ensenyament de Nheengatu que Tupi Aqui posa a disposició, juntament amb altres materials d'ensenyament, en un lloc web allotjat per la Universitat de São Paulo.
Al desembre de 2002, Nheengatu va guanyar l'estatus de llengua oficial al costat del Portuguès en el municipi de São Gabriel da Cachoeira, on es concentren molts dels oradors, de conformitat amb la llei local 145/2002.

## Història
Nheengatu es va basar en l'idioma del tupi al llarg de la costa brasilera al nord Maranhão i Pará. És estandarditzada per la Companyia de Jesús del vocabulari i la pronunciació del dialecte tupinambá, els quals van ser adaptats en un marc gramatical basat en portuguès. En el seu apogeu al segle 18, que era la llengua parlada dominant a tot el vast territori del Brasil, amb el seu homòleg sud estretament relacionat, la língua geral paulista, ja que va ser utilitzat no només pels indis i missioners, sinó també com un llenguatge quotidià pels colons d'ascendència europea. Nheengatu es va realitzar a l'interior i es va estendre per tota la regió amazònica en els segles 17 i 18. El seu ús més tard es va reduir, en part a conseqüència de la imposició de la llengua portuguesa pel Sebastião José de Carvalho e Melo, Marquis of Pombal (1758) i de la supressió de la Companyia de Jesús del Brasil (1759), així com causa de la immigració de Portugal.
A part de l'esmentada língua geral paulista, ara extint, nheengatu també està estretament relacionada amb la de Paraguai guaraní, que, lluny de ser extingit, és la llengua més parlada al país i un dels seus idiomes oficials. Segons algunes fonts, Nheengatu i guaraní són mútuament intel·ligibles. 
El nom de la llengua es deriva de les paraules nheen (que significa "llengua" o "parlar") i gatu (bon significat).
El nom de la Nheengatu llenguatge relacionat, a Paraguai, es deriva de manera similar.